# Saint-Saturnin, Puy-de-Dôme
Saint-Saturnin är en kommun i departementet Puy-de-Dôme i regionen Auvergne-Rhône-Alpes i centrala Frankrike. Kommunen ligger i kantonen Saint-Amant-Tallende som tillhör arrondissementet Clermont-Ferrand. År 2022 hade Saint-Saturnin 1 167 invånare.

## Befolkningsutveckling
Antalet invånare i kommunen Saint-Saturnin
| Referens: INSEE |